# Santiago Calatrava
Santiago Calatrava Valls (Benimámet, 28 de julio de 1951) es un arquitecto, ingeniero civil y escultor español. Entre los premios y reconocimientos que ha recibido destaca el Premio Príncipe de Asturias de las Artes de 1999, los premios  Nacional de Arquitectura y Nacional de Ingeniería Civil ambos en 2005 y el Premio Europeo de Arquitectura de 2015. Actualmente, cuenta con oficinas en Nueva York, Doha y Zúrich.

## Biografía

### Etapa académica

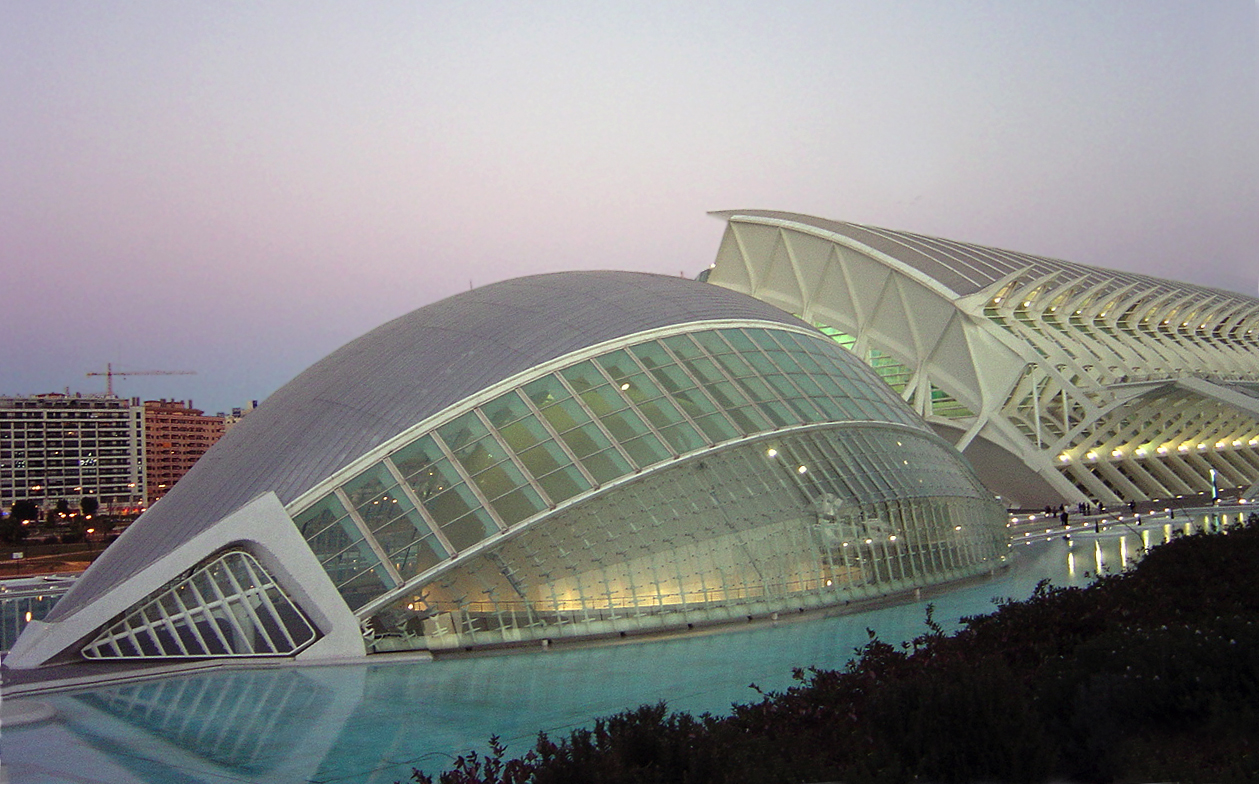
L'Hemisfèric en la Ciudad de las Artes y de las Ciencias (Valencia, España)

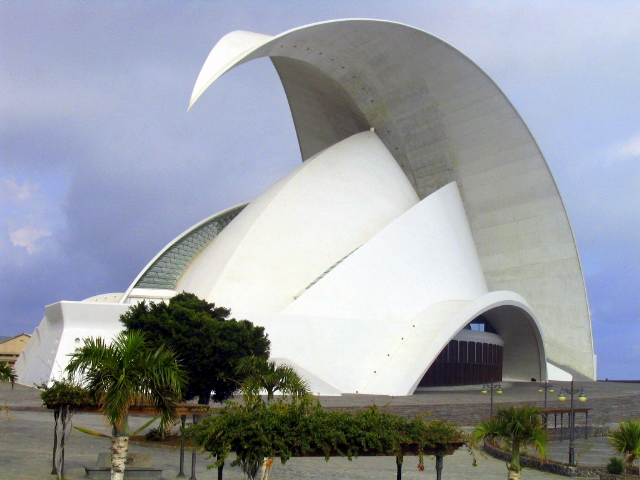
Auditorio de Tenerife (Santa Cruz de Tenerife, España)

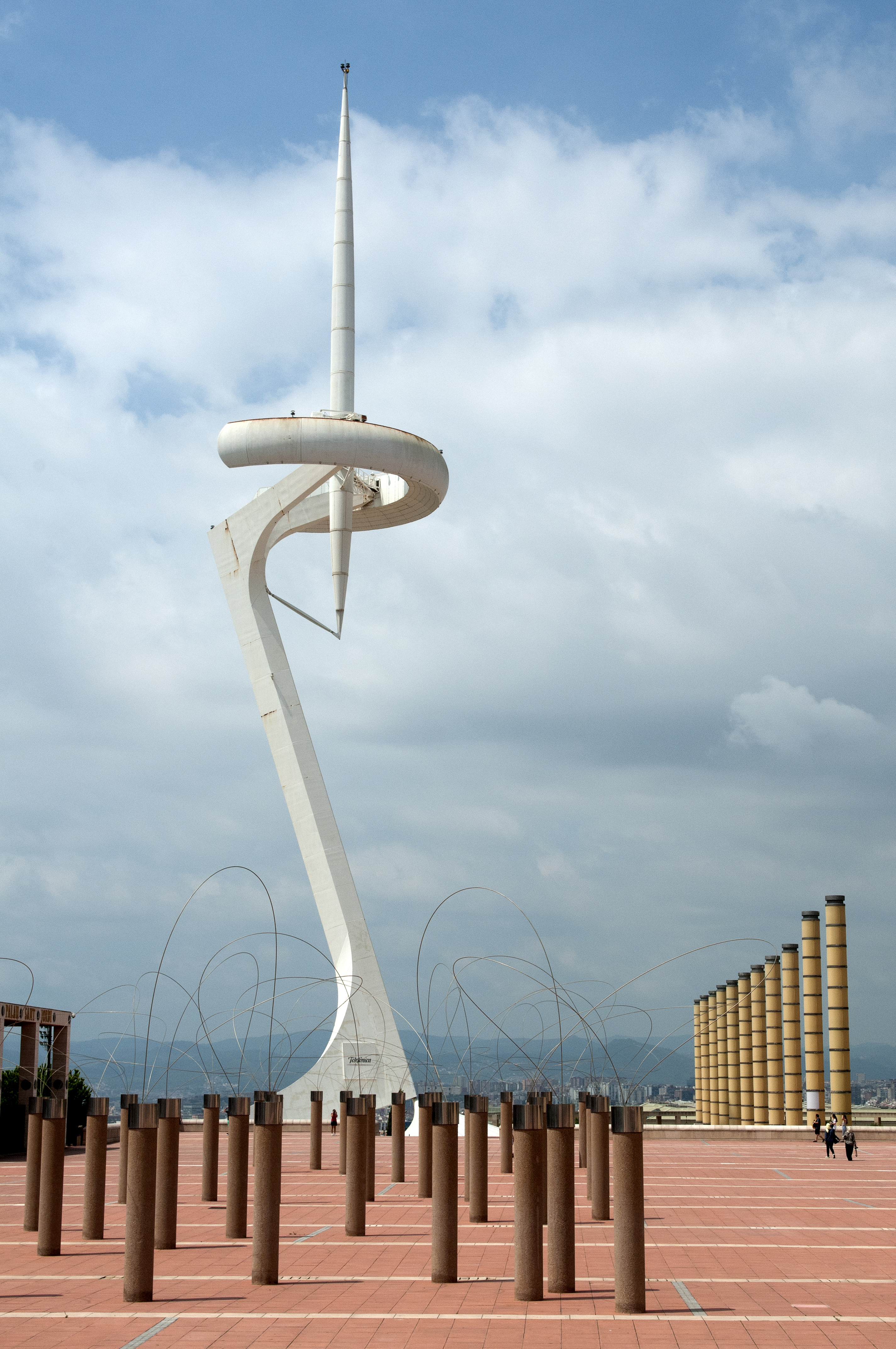
Torre de comunicaciones de Montjuic (Barcelona, 1992)

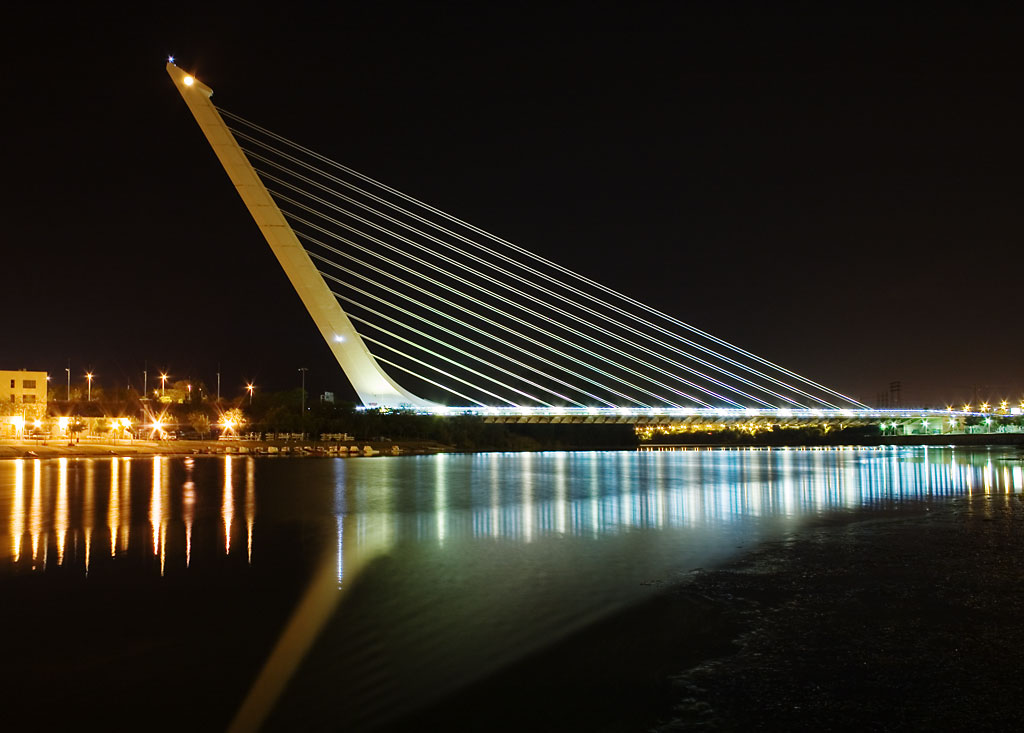
Puente del Alamillo, Sevilla

Desde los ocho años estudió en la Escuela de Bellas Artes donde comenzó formalmente su preparación como dibujante y pintor. A los 13 años su familia lo envió a París a través de un programa de intercambio estudiantil. De regreso a Valencia, tras asistir a clases nocturnas en la Escuela de Bellas Artes y Oficios de Burjasot, Santiago Calatrava inició en 1969 la carrera de Arquitectura en la Universidad Politécnica de Valencia, donde se graduó en 1974 y realizó un curso de posgrado en urbanismo, siendo discípulo del eminente arquitecto conquense Juan Carlos Jiménez. A continuación, Calatrava, que se interesaba por las grandes obras de los maestros clásicos y que deseaba ampliar su formación, se trasladó en 1975 a Zúrich, donde estudió ingeniería civil en el Instituto Federal de Tecnología, (ETHZ, por sus iniciales en alemán) en el cual se graduó con un doctorado en Ciencias Técnicas con la tesis Acerca de la plegabilidad de las estructuras y ejerció asimismo la actividad docente en 1979.
Le fue concedido el Premio Nacional de Arquitectura del Ministerio de Vivienda correspondiente al año 2005 por su dilatada y prestigiosa carrera profesional.

### Trabajos y proyectos
Finalizada la etapa de estudios, trabajó como profesor auxiliar en el Instituto Federal de Tecnología, donde comenzó a aceptar pequeños encargos y a participar también en concursos de nuevos proyectos. En 1983 le fue adjudicada su primera obra de cierta importancia, la estación de ferrocarril de Stadelhofen, situada junto al centro de Zúrich donde también había establecido su despacho. Al año siguiente, Calatrava diseñó el puente de Bac de Roda en Barcelona que fue el primero que empezó a darle cierto reconocimiento internacional. A este seguirían el puente Lusitania de Mérida (1991), del Alamillo de Sevilla (1992) y el puente de 9 de octubre en Valencia (1995).
En 1989 Calatrava abrió su segundo despacho en París, mientras estaba trabajando en el proyecto de la estación de ferrocarril del Aeropuerto de Lyon llamada estación de Lyon-Saint-Exupéry TGV. Dos años después creó su tercer despacho, esta vez en Valencia, donde trabajaba en un proyecto de grandes dimensiones, la Ciudad de las Artes y de las Ciencias.
En 1992, Calatrava firma la Torre de Comunicaciones de Montjuïc, con ocasión de los Juegos Olímpicos de 1992, y uno de los puentes de la Exposición Universal de Sevilla, el Puente del Alamillo, que une la capital hispalense y la vecina localidad de Camas. En el año 2003 concluyó el edificio del auditorio de Tenerife en la ciudad de Santa Cruz de Tenerife, en su inauguración estuvieron presentes algunos de los diarios más prestigiosos del mundo como The New York Times o Financial Times, entre otros.
En 2009 inauguró el puente Samuel Beckett de Dublín (Irlanda). El puente Samuel Beckett (en inglés Samuel Beckett Bridge) es un puente atirantado, que une Macken Street en el lado sur del río Liffey, con Guild Street y North Wall Quay, en la zona de los Docklands de Dublín.

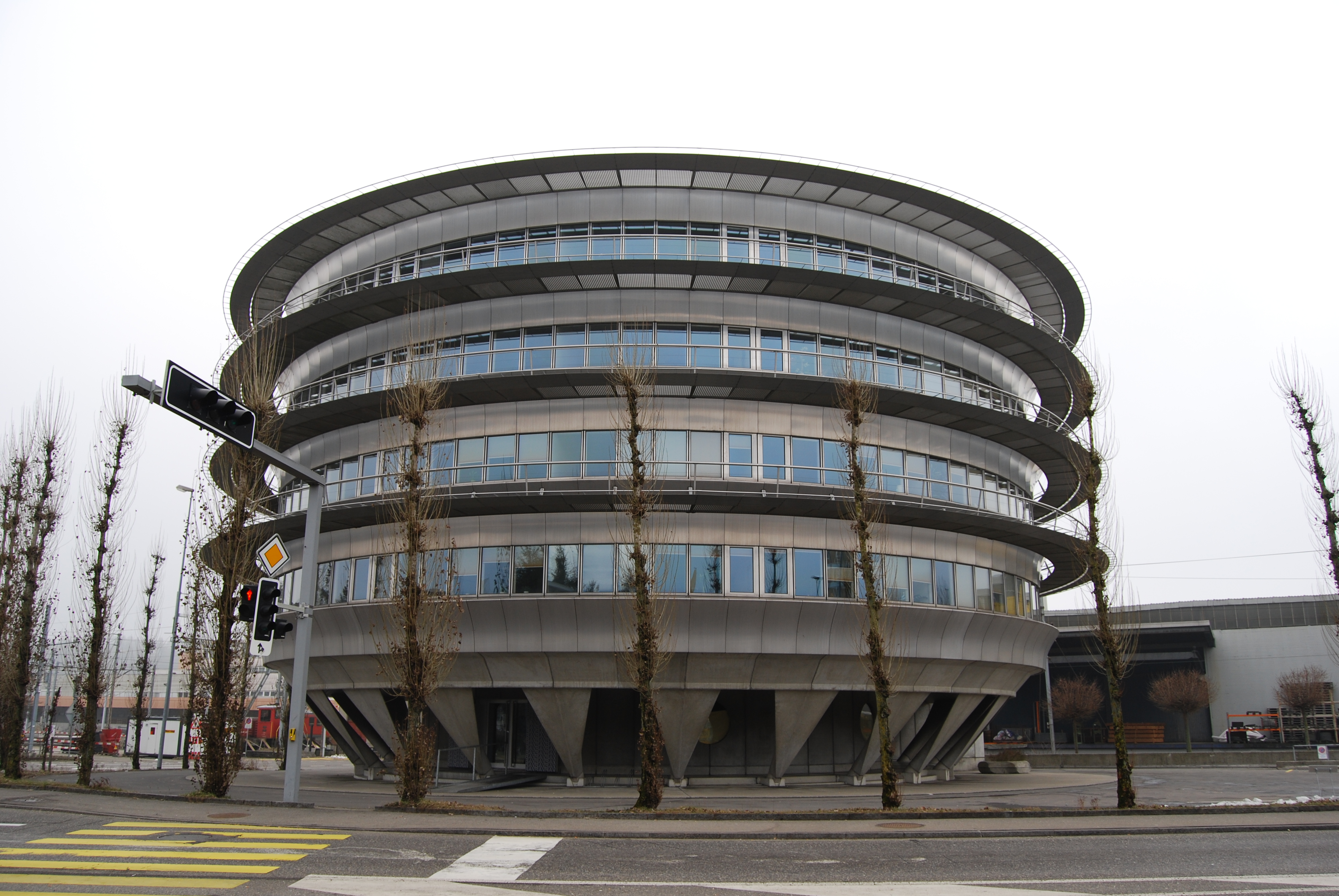
Edificio Roundhouse, en la localidad suiza de Suhr

En 2010 firma el edificio Roundhouse, en la localidad de Suhr, cantón de Aargau (Suiza). En el año 2014, Santiago Calatrava fue seleccionado para realizar el proyecto de reconstrucción de la Iglesia Ortodoxa Griega destruida como consecuencia de los atentados del 11 de septiembre de 2001 en Nueva York. En su diseño, Calatrava se ha inspirado en formas de la iconografía Bizantina, al estilo de Santa Sofía. La iglesia sustituirá a la iglesia de cuatro plantas de principios del siglo XX que fue destruida.
En 2016 inauguró el intercambiador de transporte de Nueva York Oculus, World Trade Center (estación PATH). Ya en 2003 se le adjudicó la construcción de dicha infraestructura intermodal del 1 World Trade Center, en Nueva York, en la denominada zona cero generada tras los atentados del 11 de septiembre de 2001. El intercambiador combina los transportes de tres medios diferentes: los trenes de cercanías de la Autoridad Portuaria Trans-Hudson, el metro neoyorquino y el enlace ferroviario con el Aeropuerto Internacional John F. Kennedy. Calatrava ha diseñado una estructura de vidrio y acero que tendrá el aspecto, en sus propias palabras, de "un ave liberada por las manos de un niño".

## Estilo

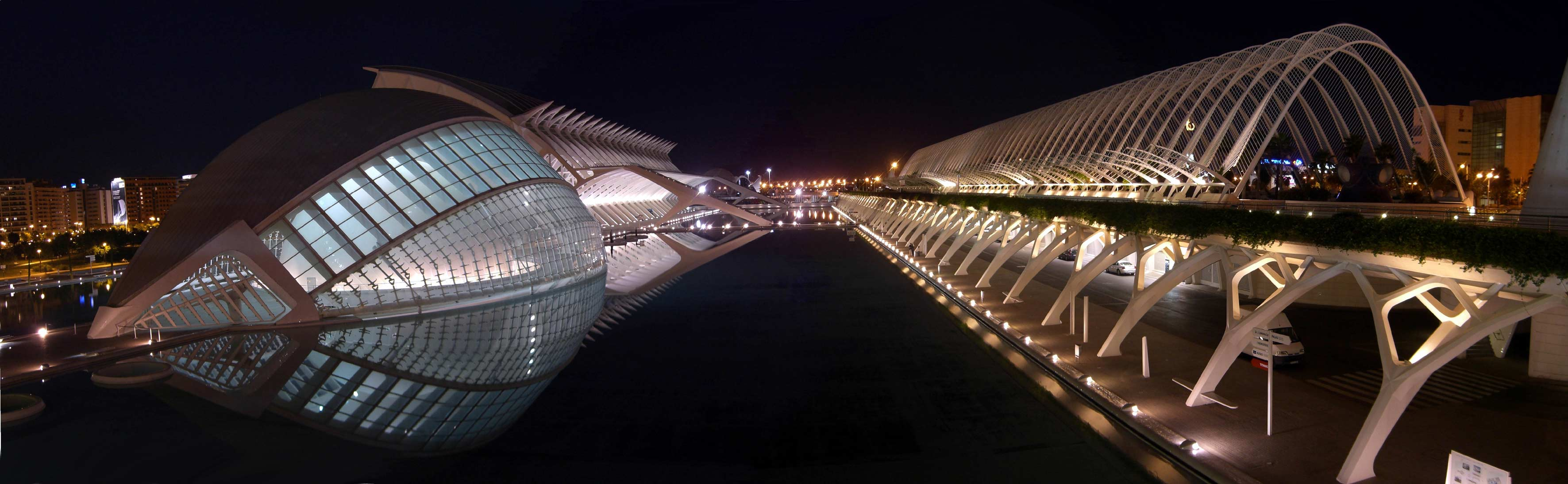
Panorámica nocturna de la Ciudad de las Artes y de las Ciencias, Valencia, España. El complejos se considera uno de los mayores exponentes de la arquitectura neofuturista

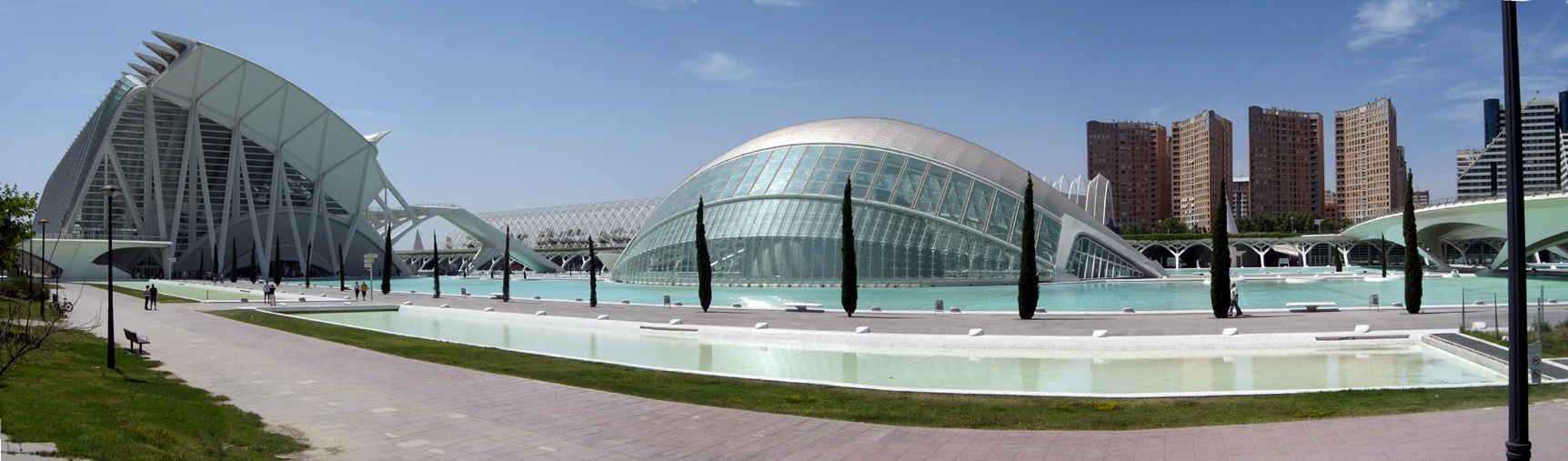
Panorámica diurna de la Ciudad de las Artes y de las Ciencias, en Valencia, España

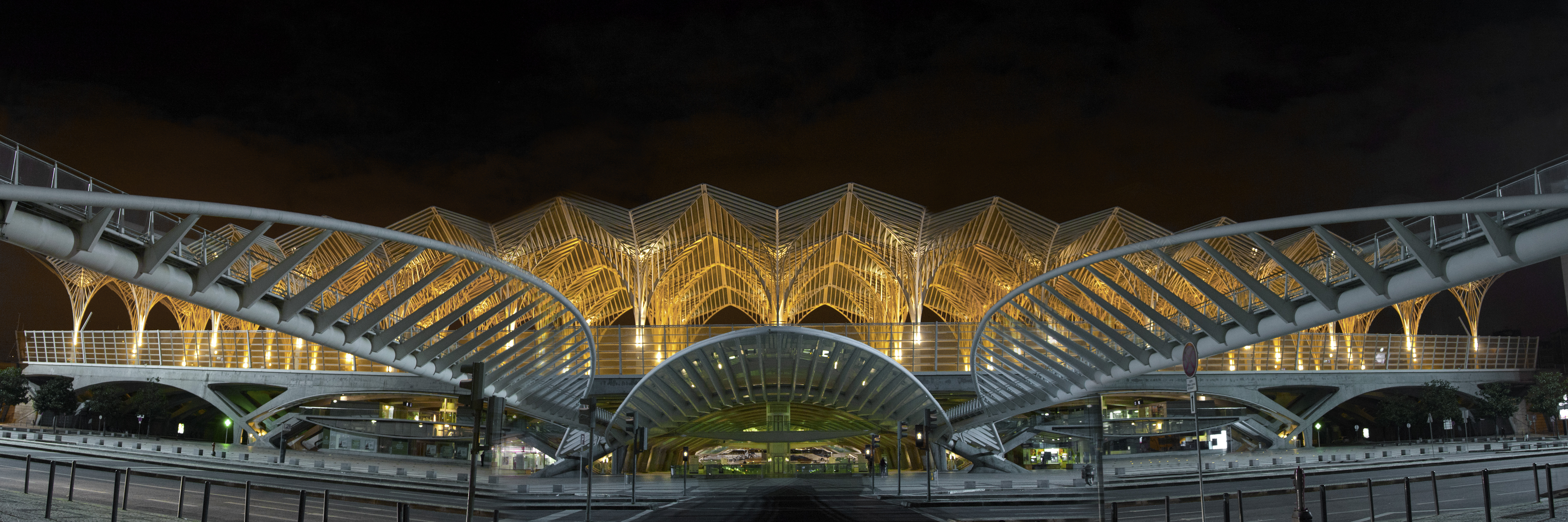
Fachada principal de la estación Gare do Oriente, Lisboa, Portugal

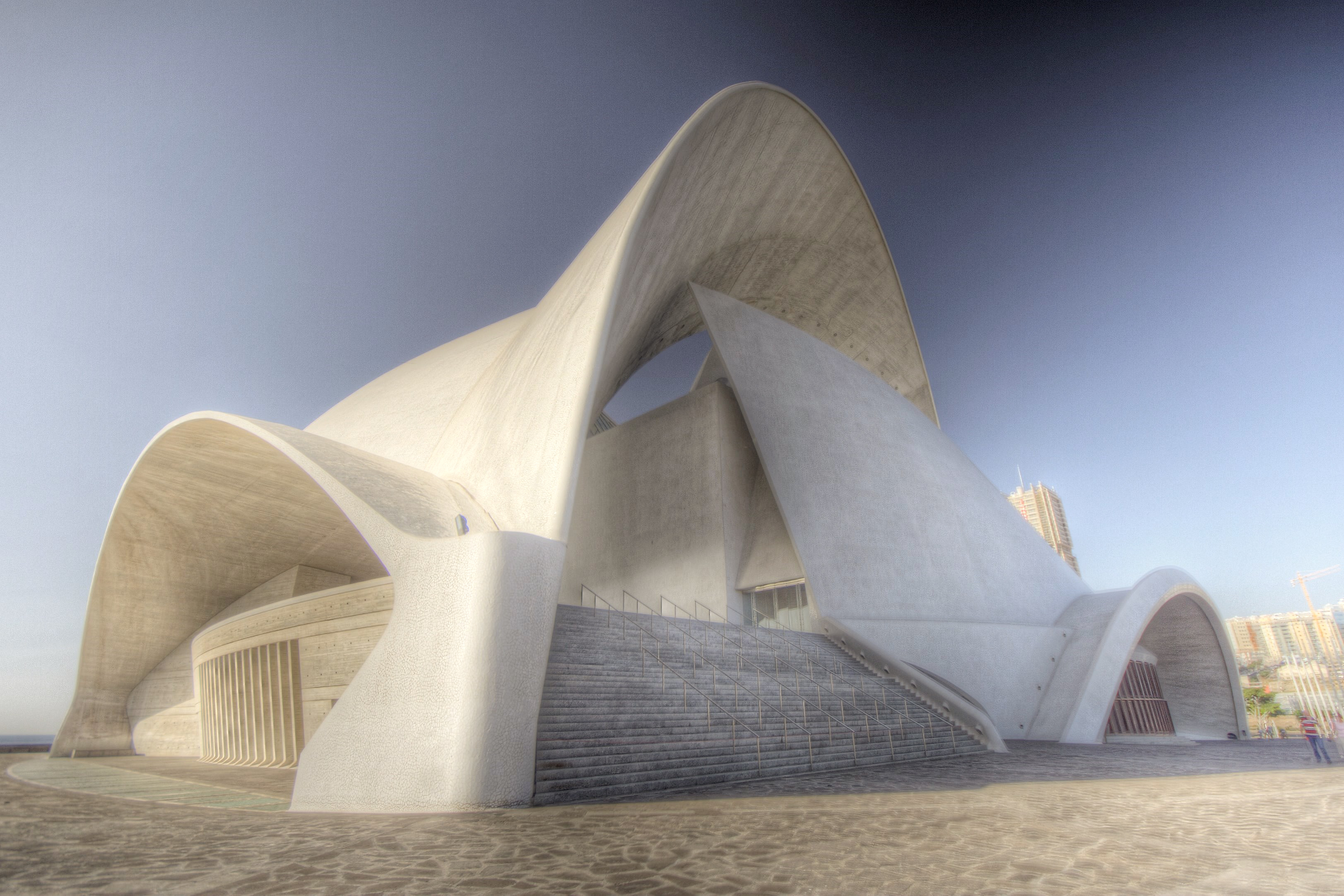
Auditorio de Tenerife, España

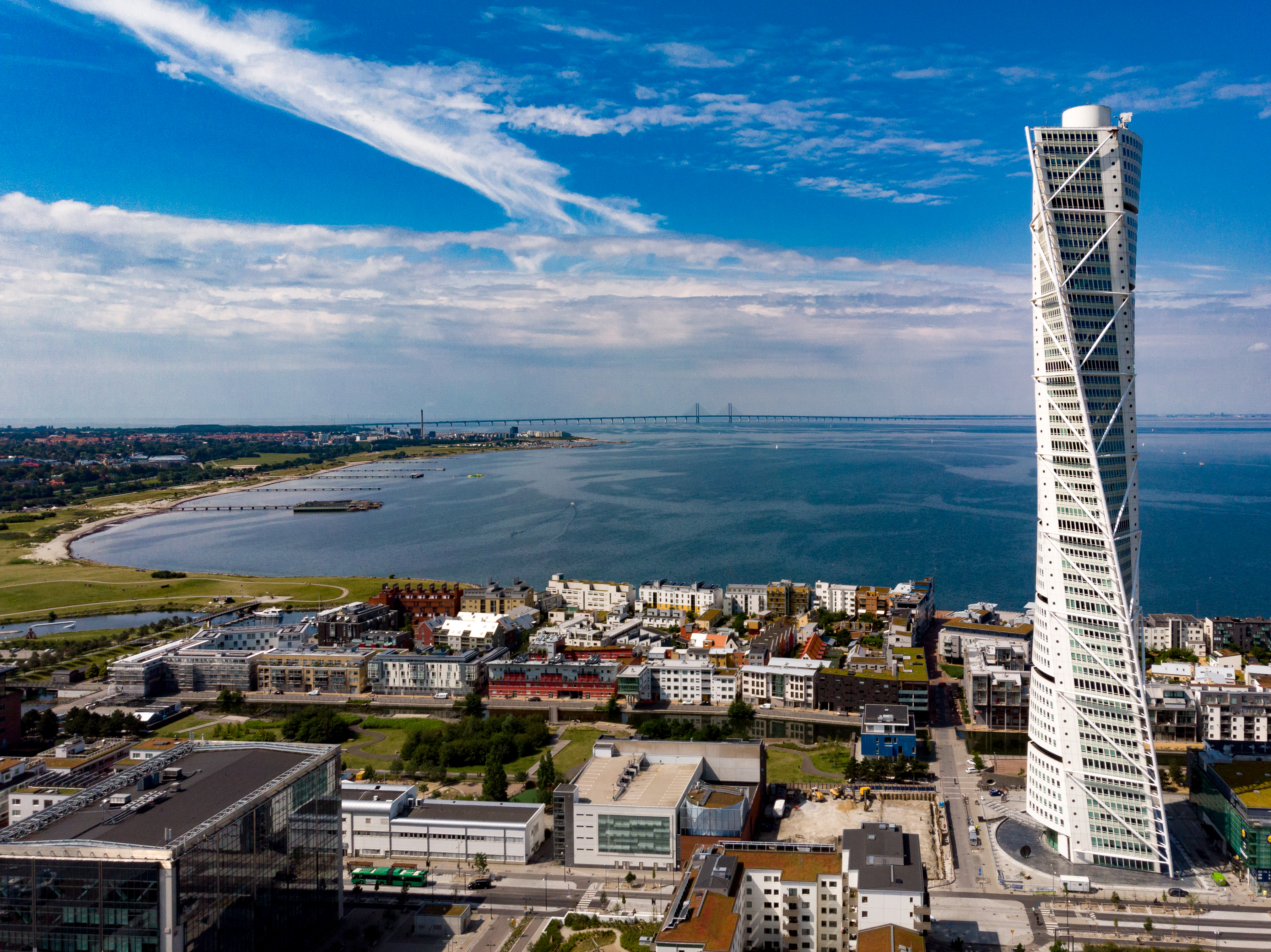
Turning Torso, Malmö, Suecia. El edificio ha sido galardonado con el premio 10 year Award

Se le considera un arquitecto especializado en grandes estructuras. Calatrava ha recibido numerosos premios y reconocimientos por su trabajo. Entre ellos destaca el Premio Príncipe de Asturias de las Artes que recibió en 1999. También ha sido nombrado Doctor honoris causa en veinte ocasiones.
Posee influencias de Fernando Higueras, Jørn Utzon, Antoni Gaudí, y las arquitecturas gótica y romana.

## Reconocimientos
Calatrava ha recibido numerosos reconocimientos por su diseño y trabajo de ingeniería, como por ejemplo, por su uso de acero y cemento. En 1998, fue premiado con el Fazlur Khan International Fellowship por la SOM Foundation. En 1990, recibió la "Médaille d'Argent de la Recherche et de la Technique", en París. En 1992, recibió la prestigiosa Gold Medal de la Institution of Structural Engineers. En 1993, el Museum of Modern Art en Nueva York albergó una exhibición de su trabajo llamada “Estructura y Expresión”. En 1998 fue elegido para convertirse en miembro de "Les Arts et Lettres", en París. En 2005 recibió la Gold Medal del Instituto Estadounidense de arquitectos.
En 2005, Calatrava fue premiado con el premio Eugene McDermott por el Council for the Arts del MIT. Es uno de los más apreciados relacionado con las artes en los Estados Unidos.
También es un Miembro Sénior del Design Futures Council.
Calatrava ha recibido un total de veinte títulos universitarios honorarios en reconocimiento por su trabajo. En 2013, fue galardonado con un doctorado honorario por Instituto de Tecnología de Georgia, un premio que ha sido otorgado a un reducido número de personas.

## Obras representativas

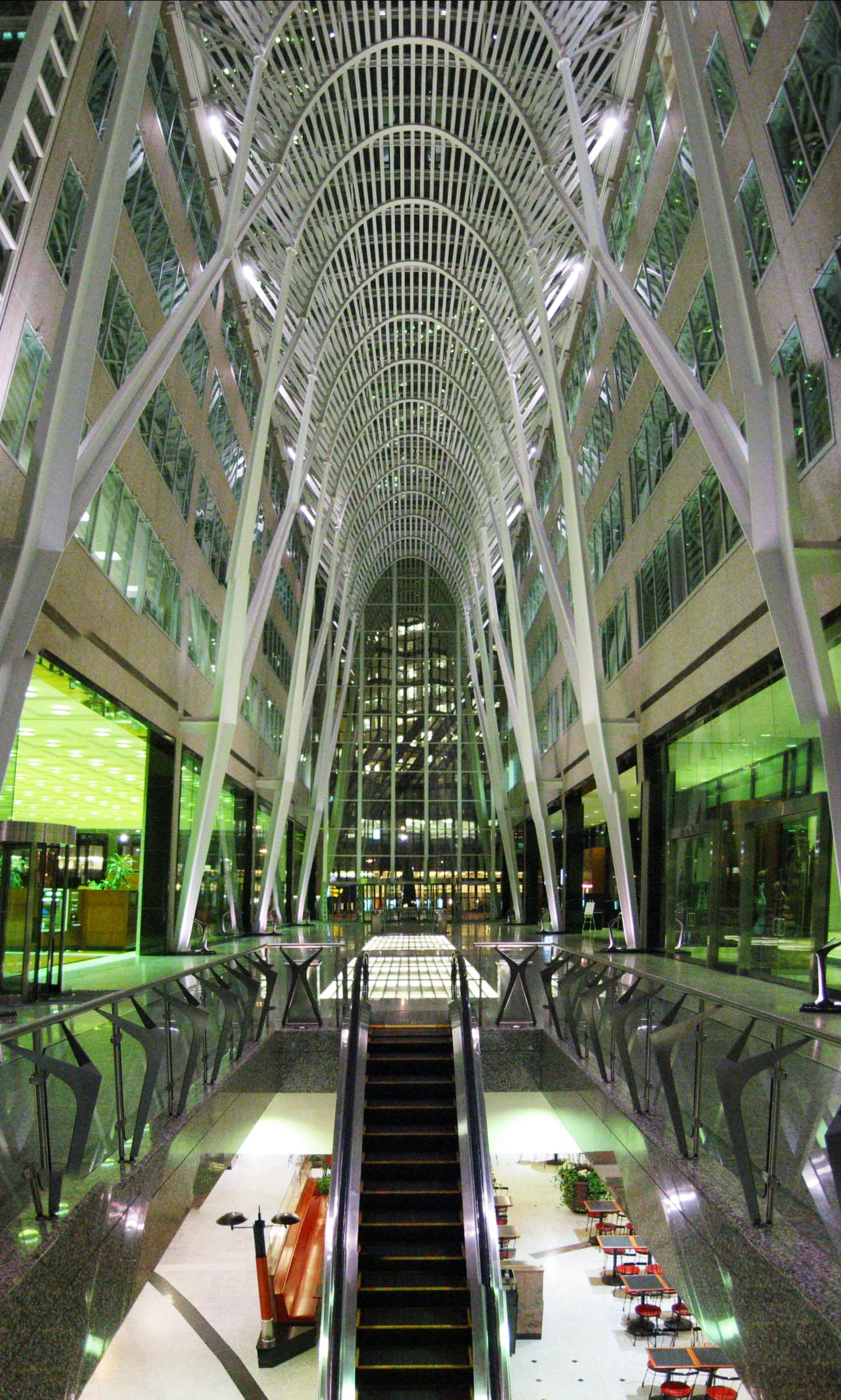
Edificio BCE (Toronto, Canadá)

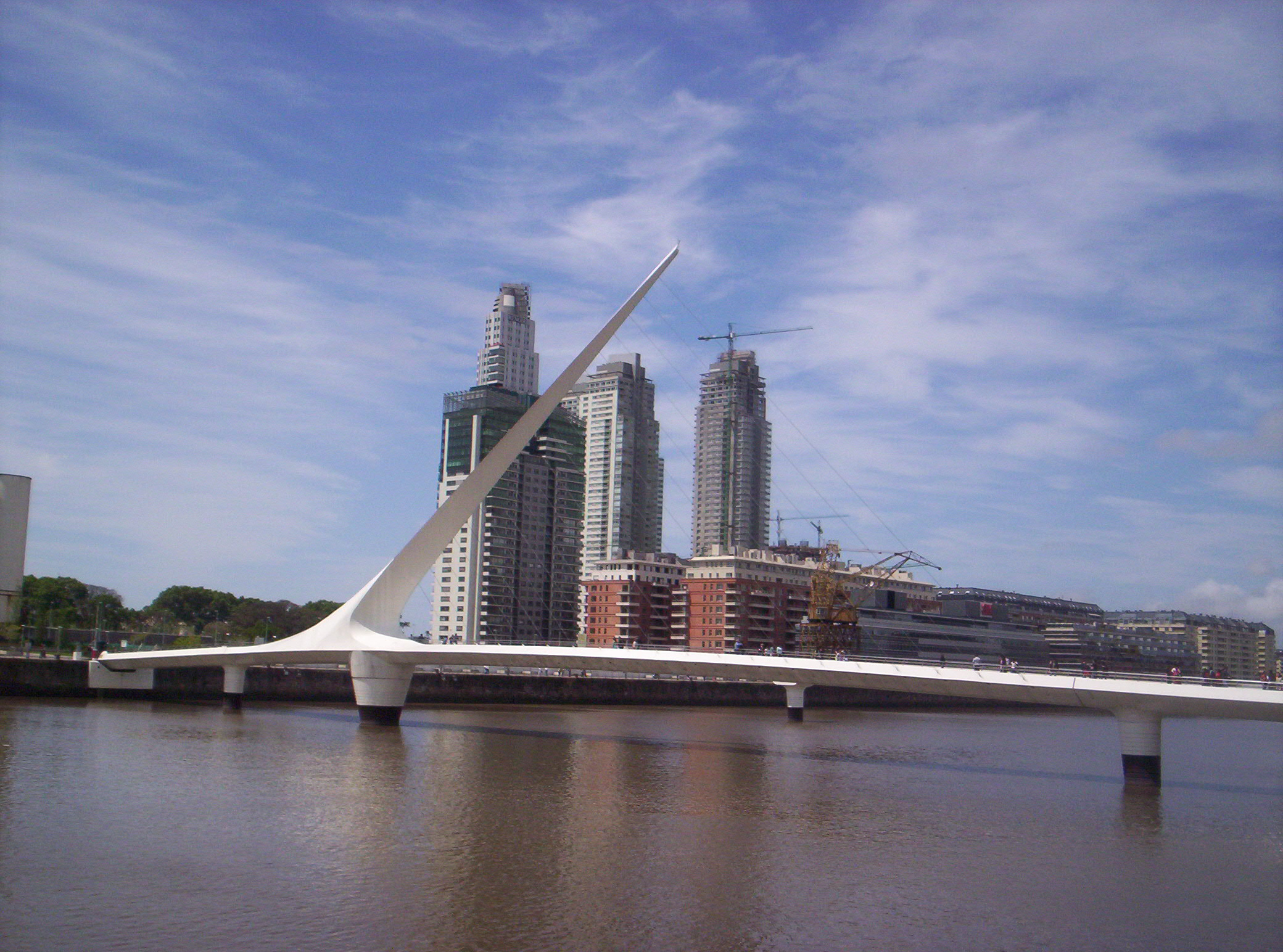
Puente de la Mujer, en Buenos Aires, Argentina

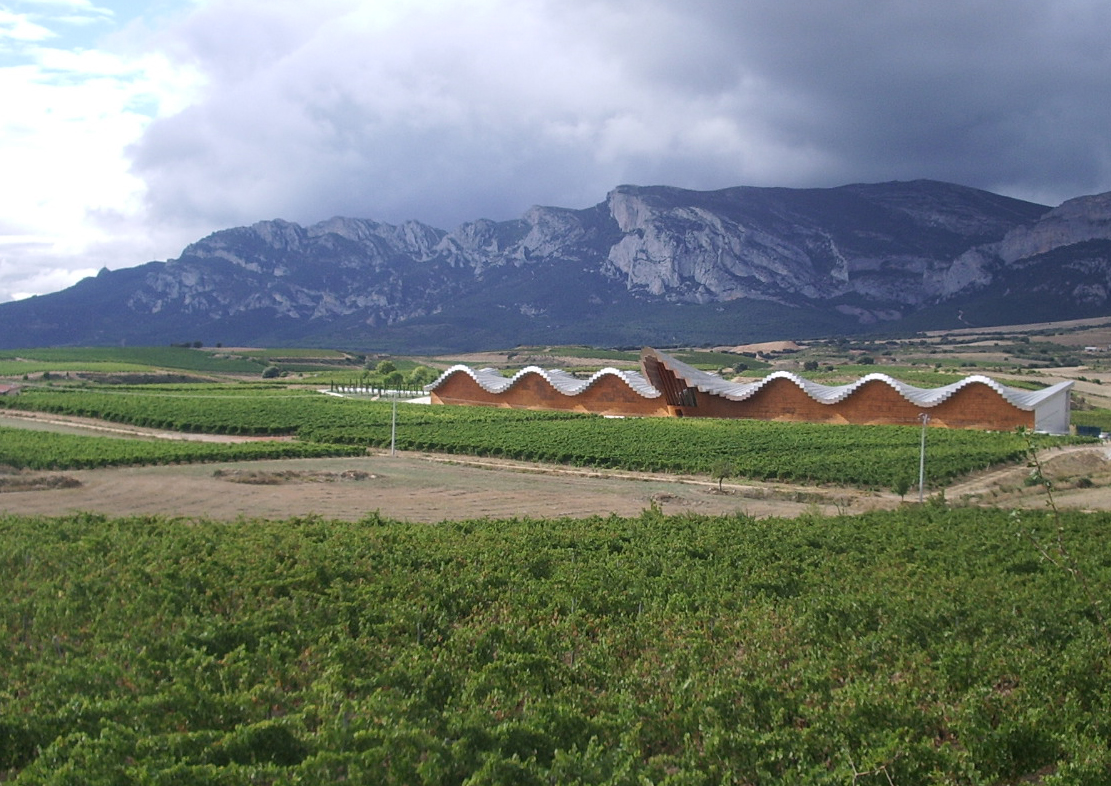
Bodegas Ysios en Laguardia (Álava)

- Dubai Creek tower (Dubai, Emiratos Árabes Unidos, en construccion)
- Ciudad de las Artes y de las Ciencias (Valencia, España):

- L'Hemisfèric (Cine IMAX y planetario)
- Museo de las Ciencias Príncipe Felipe
- L'Umbracle (Paseo cubierto)
- Palacio de las Artes Reina Sofía (edificio con tres auditorios para ópera, música y danza)
- Ágora
- Puente de l'Assut de l'Or
- Torres verticales de viviendas, oficinas y hoteles Alicante, Castellón y Valencia y torre horizontal Mediterráneo - en proyecto

- Auditorio de Tenerife (Santa Cruz de Tenerife, España)
- Puente Lusitania (Mérida (España))
- Puente de Vistabella (Murcia, España)
- Estación de Ferrocarril (Lieja, Bélgica)
- Puente de la Exposición (conocido popularmente como "La Peineta") (Valencia, España)
- Puente de Europa (Orleans, Francia)
- Estación de Alameda, MetroValencia (Valencia, España)
- Estación de Ferrocarril del Aeropuerto (Lyon, Francia)
- Museo de Arte (Milwaukee, Wisconsin)
- Puente 9 de octubre (Valencia, España)
- Puente Peatonal Campo Volantín Zubizuri (Bilbao, España)
- Puente de Itsas Aurre - Puerto de Ondárroa (Ondárroa, España)
- Centro Internacional de Ferias y Congresos (Santa Cruz de Tenerife, España)
- Estación de Ferrocarril de Oriente (Lisboa, Portugal)
- Aeropuerto de Bilbao (Bilbao, España)
- Puente James Joyce (Dublín, Irlanda)
- Puente Samuel Beckett (Dublín, Irlanda)
- Torre de telecomunicaciones de Montjuic (Barcelona, España)[23]
- Puente del Alamillo (Sevilla, España)
- Brookfield Place (Toronto, Canadá)
- Llotja de Sant Jordi - Plaza de España (Alcoy, España)
- Puente de Bac de Roda (Barcelona, España)
- Teatro Tabourettli (Basilea, Suiza)
- Estación de Ferrocarril Stadelhofen (Zúrich, Suiza)
- Puente de la Mujer (Buenos Aires, Argentina)
- Tres puentes en la comunidad Haarlemmermeer, Países Bajos
- Palacio de Congresos de Oviedo - (Oviedo, España)
- Estación de Reggio Emilia AV, Reggio Emilia, Italia
- Tres puentes en la autopista A1, Reggio Emilia, Italia
- Turning Torso (Malmö, Suecia - inaugurado el 27 de agosto de 2005)
- Bodegas Ysios (Laguardia, España)
- Pabellón de Kuwait (Expo'92, Sevilla, España)
- Puente de la Constitución en Venecia, Italia (inaugurado el 11 de septiembre de 2008 en medio a una polémica por no ser accesible a discapacitados[24])
- Puente atirantado de Jerusalén (Jerusalén, Israel)
- Complejo Olímpico de Deportes de Atenas (Atenas, Grecia)
- Puente Katehaki en Atenas, Grecia
- Remodelación de la Universidad de Zúrich Suiza
- Puente San Francisco de Paula (Cosenza, Italia)

- Recinto de Ferias y Mercados de Castellón de la Plana, España
- Obelisco de la Caja, en Madrid, España
- Museu do Amanhã, Río de Janeiro, Brasil
- Ciudad del Deporte, (Roma, Italia)

### Premios
- 1979 Premio Auguste Perret
- 1987 Premio UIA Auguste Perret
- 1988 Premio de Arte Ciudad de Barcelona
- 1991 Award for Good Building
- 1992 Premio Brunel
- 1992 VI Premio Dragados y Construcciones
- 1992 Medalla de Oro de la Institution of Structural Engineers de Londres
- 1993 Toronto Municipality Urban Design Award
- 1993 Urban Design Award
- 1995 Premio a la construcción del Cantón de Lucerna
- 1996 Medalla de Oro por "Excellence in the Fine Arts" del Ministerio de Cultura de Granada
- 1997 ECCS European Steel Design Award
- 1998 Premio Brunel
- 1999 Premio Príncipe de Asturias en Artes
- 1999 Canadian Consulting Engineering Awards: Building and Structures
- 2000 Das Goldene Dach
- 2000 Algur H. Meadows Award for Excellence in the Arts from the Meadows School of the Arts, Southern Methodist University
- 2001 ECCS European Steel Design Award 2001
- 2002 Best Large Structure, Excellence in Structural Engineering Design Award
- 2002 Il Principe e l’Architetto
- 2003 The Silver Beam Award
- 2003 ECCS European Steel Design Award
- 2004 James Parks Morton Interfaith Award from the Interfaith Center of New York
- 2004 NCSEA Outstanding Project Award
- 2004 IABSE Outstanding Structure Award
- 2005 ECCS European Steel Design Award (por el Estadio Olímpico, Atenas)
- 2005 ECCS European Steel Design Award (por los tres puentes sobre el Hoofdvart en Holanda)
- 2005 Premio MIPIM
- 2005 Medalla de oro del American Institute of Architects
- 2005 Premio Nacional de Ingeniería Civil
- 2006 Premio Eugene McDermott en Artes del Council for the Arts del MIT (Massachusetts Institute of Technology)
- Designado como Global Leader for Tomorrow por el Foro Económico Mundial en Davos
- 2006 ESCN European Award for Excellence in Concrete (por el Turning Torso en Malmo)
- 2006 ESCN European Award for Excellence in Concrete (por la estación Liege-Guillemins en Bélgica)
- 2006 Premio Nacional de Arquitectura
- 2006 fib Award for Outstanding Concrete Structures
- 2006 Premio Sidney L. Strauss
- 2006 Leadership Award, New York Building Congress
- 2007
  - Premio Nacional de Arquitectura (España)
  - Design Futures Council Senior Fellow
- 2007 “Hijo Predilecto”, municipio de Valencia
- 2007 Urban Visionaries Award
- 2007 Premio Nacional de Arquitectura
- 2008 Gran Cruz de la Orden de Jaime I el Conquistador[25]
- 2009 Premio Fundación Gresol
- 2009 ECCS European Steel Design Award
- 2009 Golden Belgian Building Award
- 2010 Premio Woodrow Wilson por Servicio Público
- 2010 Ciudadano honorario de la ciudad de Lieja
- 2010 Project of the Decade Real Estate Award, The Business Journal
- 2011 Certificado de Brevet Wallonie
- 2012 AIA National Medal
- 2012 ECCS European Award for Steel Bridges
- 2013 CIS ICCA – Canadian Institute of Steel Construction, Steel Design Awards of Excellence
- 2015 Premio Europeo de Arquitectura

### Títulos universitarios honorarios
- 1993 Grado honorario de la Universidad Politécnica de Valencia
- 1994 Grado honorario de la Universidad Heriot-Watt
- 1994 Grado honorario de la Universidad de Sevilla
- 1995 Grado honorario de la Universidad de Salford
- 1996 Grado honorario de la Universidad de Strathclyde
- 1997 Grado honorario de la Escuela de Ingeniería de Milwaukee
- 1997 Honoris Causa por la Universidad Tecnológica de Delft
- 1999 Grado honorario de la Universidad de Lund
- 1999 Grado honorario de la Universitá degli Studi de Ferrara
- 2004 Grado honorario de Technion – Israel Institute of Technology
- 2005 Grado honorario de la Southern Methodist University
- 2005 Grado honorario de la Universidad de Tesalónica
- 2006 Grado honorario en ingeniería del Rensselaer Polytechnic Institute
- 2007 Grado honorario de la Universidad de Columbia
- 2008 Grado honorario de la Universidad de Tel Aviv
- 2009 Grado honorario de la Universidad de Oxford
- 2009 Grado honorario de la Universidad Camilo José Cela
- 2010 Grado honorario de la Universidad de Lieja
- 2012 Grado honorario del Instituto Pratt
- 2013 Doctor Honorario del Instituto Tecnológico de Georgia[26]

- 2016 Doctor Honoris Causa del Instituto Politécnico Nacional

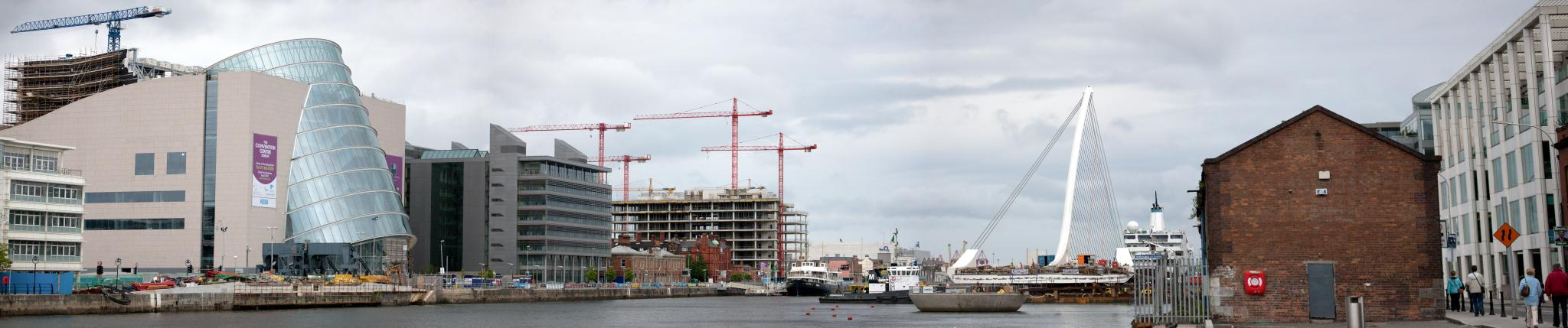
Puente atirantado Samuel Beckett, ubicado en Dublín, Irlanda

## Críticas
Las obras de Calatrava han sido criticadas, fundamentalmente por cuatro motivos:
1. Los elevados presupuestos (que además suelen incrementarse durante su construcción, lo que redunda en beneficio del arquitecto).[27]
2. Los altos costes de mantenimiento.
3. El parecido entre las obras.
4. Las graves carencias estructurales y funcionales que han tenido.[28]

### Bilbao

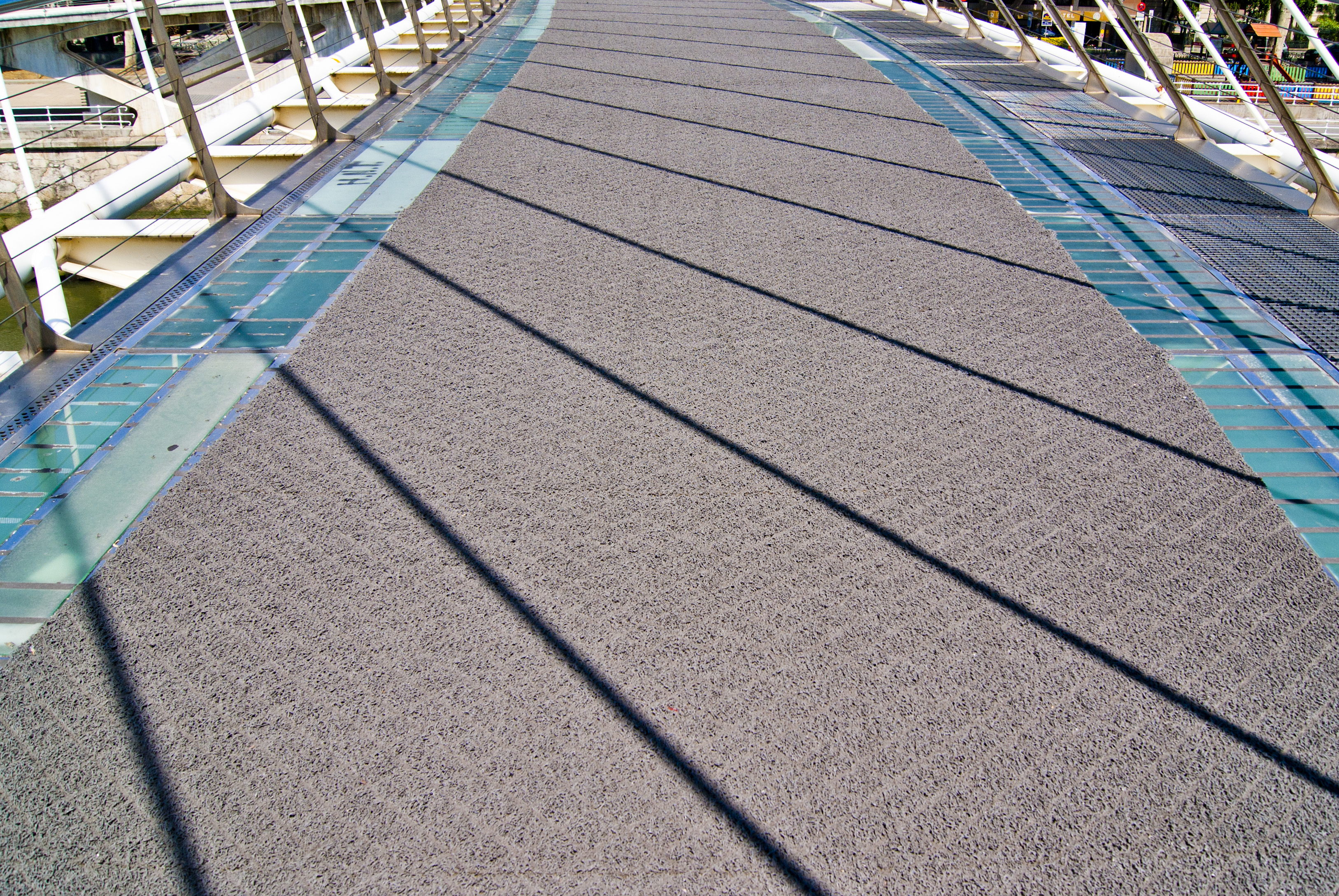
Moqueta instalada sobre el acristalado del puente de Zubizuri de manera posterior a su construcción.

El trabajo de Calatrava en Bilbao ha sido criticado de poco práctico: el aeropuerto de Bilbao carece de instalaciones óptimas para los viajeros, con una sala de espera a la intemperie en una ciudad muy lluviosa y en el puente Zubizuri las losetas de cristal se rompen con facilidad (en 10 años debieron ser repuestas 600 de ellas, con un coste para el Ayuntamiento de 300 000 euros) y son deslizantes cuando llueve, motivo por el cual varios peatones resbalaron en el mismo a lo largo de los años. En 2007, Calatrava demandó al ayuntamiento de Bilbao por permitir que se construyera una pasarela peatonal de Arata Isozaki y quedase unida con el puente. En una primera instancia se desestimó la denuncia interpuesta contra el Ayuntamiento de Bilbao por vulneración sobre la propiedad intelectual en el puente ZubiZuri al entender que, aunque se ha alterado su obra, el interés público prevalece sobre el derecho de autor. Sin embargo, tras una apelación, en marzo de 2009 la Audiencia Provincial de Vizcaya rectificó el criterio del magistrado de lo Mercantil de Bilbao y falló a favor del demandante, condendando al consistorio a pagar 30 000 € al arquitecto en concepto de indemnización. Dicha cantidad fue donada. La ciudad irlandesa de Dublín cuenta también con un puente de estas mismas características, el Puente de James Joyce, del que no se conoce ningún tipo de incidencia.[cita requerida]

### Venecia
Calatrava, en 1996, fue elegido para la construcción de un puente sobre el Gran Canal de Venecia. Desde que el proyecto fue aprobado numerosos cambios estructurales han sido realizados debido a la inestabilidad mecánica de la estructura y al excesivo peso del puente, el cual podría causar que los márgenes del canal se cayesen. La obra fue parada brevemente al poco de comenzar. En diez años el proyecto ha sido inspeccionado por más de ocho consultoras diferentes y el coste del proyecto ha aumentado más de tres veces del presupuesto original; en 2008 el puente fue terminado y el alcalde decidió no festejar la inauguración debido a la polémica generada durante la construcción.

### Oviedo
Otra polémica surgió por el Palacio de Congresos Princesa Letizia construido en Oviedo, ya que contaba con un dispositivo móvil a modo de visera que sin embargo no podrá levantarse por problemas en su mecanismo hidráulico. Este edificio consta de un palacio de congresos, un hotel, un centro comercial y la Consejería de Sanidad del Principado de Asturias. Este dispositivo móvil ha sido implementado con éxito en otros proyectos del arquitecto en Milwaukee y en la Facultad de Innovación, Ciencia y Tecnología de la Universidad Politécnica de Florida, que ha sido recientemente galardonada como Proyecto del Año, en los premios de la revista especializada ENR.
También en Oviedo se proyectaron a finales de 2007 tres torres inclinadas de 130 metros de altura y 39 pisos a la entrada de la ciudad desde el norte, conocidas como las 'trillizas' de Calatrava, aunque posteriormente el alcalde de la ciudad descartó el proyecto por no conseguir el «consenso político ni social necesario».

### En los medios
La crítica más común y generalizada a la obra de Calatrava fue recogida por el diario estadounidense The New York Times en 2009. En sus páginas, se afirmó que los edificios de Calatrava presentan «una preocupante incongruencia entre la extravagancia de su arquitectura y el limitado propósito al que sirve», en referencia a la estación que Calatrava ha diseñado para la zona cero de Nueva York. sin adecuarse apenas al entorno en que construye, ni en lo referido a la climatología, ni en lo referido al propio paraje natural o entorno arquitectónico en que va a enmarcarse la nueva construcción. Asimismo, el auditorio de Tenerife ha sido criticado por no ser accesible para discapacitados físicos. En octubre de 2014, Santiago Calatrava respondió a muchas de las críticas realizadas en una entrevista publicada por El País, en la que afirmaba que estaba siendo objeto de una campaña de descrédito con fines electorales. Además, atribuía las críticas recibidas a fallos en la ejecución de las obras y un inadecuado mantenimiento de los edificios y puentes creados por él.

### Procesos judiciales
El 9 de agosto de 2006 se produjo el derrumbe del alero del Palacio de Congresos de Oviedo. A raíz de ello, la compañía de seguros Allianz interpuso una demanda contra Calatrava y su equipo. El Tribunal Superior de Justicia de Asturias condenó a los acusados a pagar 3 510 000 euros porque los consideró responsables de un fallo en el sistema de apuntalamiento, el cual no estaría correctamente calculado. Tras presentar recurso, en febrero del 2014 fue condenado de nuevo por la Audiencia provincial de Oviedo, con una cuantía a abonar en esta ocasión de 2 960 000 euros.
En 2012 el Tribunal de Cuentas italiano reclamó 3,4 millones de euros a Santiago Calatrava y los responsables del proyecto del cuarto puente sobre el Gran Canal de Venecia por presentar "patologías crónicas" consecuencia de un diseño defectuoso de la obra. Finalmente, la Corte de Cuentas italiana desestimó la acusación contra Calatrava por considerar que no existían responsabilidades en los retrasos y el coste de la obra.
En 2013, la Generalidad Valenciana plantea emprender también acciones judiciales por los desprendimientos que en diciembre del mismo año se producen en parte del revestimiento cerámico del Palacio de las Artes Reina Sofía. Según publicó El País, el ‘trencadís’ del Palacio de las Artes cayó por el mal uso del adhesivo. Finalmente, por un acuerdo amistoso, el arquitecto y la UTE constructora pagaron las reparaciones necesarias sin llegar a emprender acciones judiciales.
En abril de 2013, Bodegas Ysios demanda a Calatrava y pide 2 millones para arreglar la cubierta de una bodega que diseñó el arquitecto, que tiene goteras y humedades.